# 中神琴渓
中神 琴渓（なかがみ きんけい、1744年（延享元年） - 1833年9月17日（天保4年8月4日））は、江戸時代後期の医師である。名は孚、字は以隣。通称は右内。別号に生々堂がある。

## 経歴・人物
近江の栗太郡南山田村（現在の滋賀県草津市）に農家の子として生まれた。後に同国大津の医師の家系だった中神氏の養子となり、1760年代には中根之紀から儒学を学び、後に吉益東洞から医学を学んだとされている。特に東洞とは彼の学説に傾倒したことや東洞自身の著書であった『古方便覧』および『方極』を参考にして独学で修得によって、大津で東洞流であった水銀駆梅療法を用いて娼婦の治療にあたった。
1791年（寛政3年）には上洛し48歳で医業を開いた後に古医方を提唱し、後に蘭方医学や解剖等の幅広い分野の医学を学ぶ。これによって医師から好評を受け、当時の京都における医家の四天王の一人となった。その後は江戸に出て、晩年は諸国を放浪しながら自説を広げ3000人程度の門人を輩出することに尽力した。

## 主な著作物

### 主著
- 『生々堂養生論』
- 『生々堂傷堂寒約論』

### その他の著書
- 『生々堂医談』
- 『生々堂治談』